# Riverbank
Riverbank – miasto w Stanach Zjednoczonych, w stanie Kalifornia, w hrabstwie Stanislaus.